# Politička ideologija
Politička ideologija jedno je od najčešćih značenja riječi ideologija. Izvorno je pojam ideologija skovao prosvjetiteljski filozof Antoine Destutt de Tracy u radu éléments d'ideology (1795.) 
Prema tom konceptu pojam se rabi za ideje, koji su ideološki temelj za praktične postupke ljudi, politike i morala. Politička ideologija ima i utjecaj na 
motivaciju i političko ponašanje ljudi.

## Značajke političkih ideologija
Negativna strana političkih ideologija je primjerice da služe kao način opravdavanja političkog poretka ili nasilja. Svrha određenih ideologija je odvratiti pozornost od problema, neuspjeha ili kako bi poticala nadu u bolju budućnost.
Ideologija u neutralnom smislu je i skup stavova, ideja i stavova povezanih s uvjetima postojanja društvene skupine i ima četiri osnovne funkcije:
- pomaže u objašnjavanju političkih fenomena i političke prakse
- može se identificirati sa složenim sustavom vrijednostima
- može se identificirati s obzirom na društvene skupine
- pruža osnovni temelj za formuliranje političkog programa i njegovih ciljeva

Za zapadne demokracije od 19. stoljeća je presudan utjecaj konzervativna liberalizma i  socijaldemokratske ideologije. U Europi su u prošlosti također postojale ideologije komunizma, fašizma ili anarhizma.

## Popis primjera političkih ideologije po kategorijama

### Ideologije koje naglašavaju individualnost
Liberalizam, neoliberalizam, anarhokapitalizam, libertarijanizam, anarhizam, anarhofeminizam, minarhizam, individualni anarhizam

### Egalitarne ideologije
Socijalizam, komunizam, marksizam, lenjinizam, staljinizam, marksizam-lenjinizam, maoizam, trockizam titoizam, luksemburgizam, eurokomunizam, neomarksizam, sindikalizam, utopijski socijalizam anarhizam, komunistički anarhizam anarhosindikalizam, egalitarni liberalizam

### Ideologije koje naglašavaju kolektiv
Socijalizam, demokratski socijalizam, socijaldemokracija, kršćanski socijalizam, utopijski socijalizam, komunizam, marksizam, nacionalsocijalizam komunitarizam, sindikalizam, nacionalizam

### Ideologije koje se temelje na etničkoj pripadnosti ili državljanstvu
Nacionalizam, cionizam, regionalizam, panafrikanizam, panarabizam, pangermanizam, panslavizam, pansrbizam, fašizam, neofašizam, klerofašizam, svetosavlje nacionalsocijalizam, nacionalni anarhizam,  
rasizam, imperijalizam, kolonijalizam, realizma, društveni darvinizam

### Ideologije koje naglašavaju tradicije
konzervativizam, nacionalni konzervativizam, kršćanska demokracija
neokonzervativizam

### Ideologije koje se temelje na religiji
kršćanski socijalizam, kršćanska demokracija, islamizam, svetosavlje, neohinduizam, cionizam

### Totalitarne ideologije
nacionalsocijalizam, komunizam, marksizam-lenjinizam, staljinizam, titoizam, maoizam, polpotizam

### Ostale ideologije
Zelena politika, internacionalizam, kozmopolitizam pacifizam
republikanizam, federalizam, pragmatizam, humanizam, feminizam